# Dana Rettke
Dana Lynn Rettke (Riverside, 21 de janeiro de 1999) é uma voleibolista estadunidense, que atua na posição de central na seleção nacional de vôlei dos Estados Unidos e no Vero Volley Monza. Ela jogou vôlei universitário na Universidade de Wisconsin-Madison e é a primeira cinco vezes AVCA First Team All American na história universitária. Rettke também ganhou o prêmio All-Big Ten em cada uma de suas cinco temporadas universitárias, foi a Atleta Feminina do Ano da Big Ten de 2019-20 e a vencedora do Honda Sports Award de 2021-2022.

## Vida pessoal e juventude
Crescendo em Riverside, Illinois, Rettke se formou na Riverside Brookfield High School em 2017. Ela começou a jogar basquete na primeira série e vôlei na nona série. Embora ela tivesse interesse em recrutar vários programas de basquete na Big Ten Conference, Rettke decidiu se concentrar no vôlei depois de se sentir sobrecarregada durante um treino de ginástica aberto com jogadoras de basquete feminino do Illinois Fighting Illini.
No segundo ano, em outubro de 2014, Rettke se comprometeu verbalmente com o time feminino de vôlei de Wisconsin Badgers. Jogadora do ano em Illinois, ela ganhou vários prêmios All-American como primeira equipe sênior do USA Today e segunda equipe da American Volleyball Coaches Association (AVCA).

## Carreira universitária
Após o ensino médio, Rettke se matriculou na Universidade de Wisconsin-Madison em 2017 e se formou em marketing empresarial. Bloqueadora central de 203 cm (6 pés 8 pol.) do Wisconsin Badgers, ela era o membro mais alto da equipe quando ingressou. Começando em todas as 32 partidas de 2017, Rettke jogou em 113 sets e teve média de 4,39 pontos, 3,42 ataques, 1,37 bloqueios e 0,22 aces de serviço. Rettke ganhou os prêmios All- Big Ten e AVCA All-American do primeiro time naquela temporada.
Em 2018, Rettke foi novamente titular em todas as 32 partidas. Em 117 sets, Rettke teve média de 3,74 ataques e 1,54 bloqueios. Pela segunda temporada consecutiva, Rettke esteve no time All-Big Ten e no primeiro time AVCA All-American.
Como júnior em 2019, Rettke disputou 32 das 34 partidas, sendo 30 como titular, perdendo duas partidas devido a uma lesão no pé. Rettke tinha uma equipe liderando 3,75 ataques por set, o quinto melhor no Big Ten. Rettke fez parte de uma equipe que se classificou para a rodada Elite Eight do Torneio da NCAA de 2019. Rettke terminou 2019 com seu terceiro prêmio consecutivo All-Big Ten e AVCA All-American da primeira equipe e foi a Atleta Feminina do Ano Big Ten de 2019-20. Em 18 de dezembro de 2021, Rettke ajudou a levar os Badgers ao seu primeiro campeonato nacional da NCAA e foi nomeado para a equipe NCAA Final Four All-Tournament. Em 4 de janeiro de 2022, Rettke foi nomeada vencedora do Prêmio Honda Sports de vôlei como a melhor jogadora universitária de vôlei do país. Em junho de 2022, Rettke ganhou o prêmio Big Ten Female Athlete of the Year pela segunda vez. Com a honra, ela se tornou a primeira estudante-atleta da Big Ten a ser escolhida como Atleta do Ano da Big Ten em temporadas não consecutivas, e se tornou a terceira ganhadora duas vezes do prêmio Big Ten Female Athlete do Ano.

## Carreira internacional
Rettke fez parte da Seleção Nacional Colegiada de Voleibol dos EUA de 2018. Em maio de 2019, Rettke foi selecionada para a seleção nacional feminina de vôlei dos Estados Unidos para a Liga das Nações Feminina de Voleibol da FIVB 2019 em Nanjing, China. Competindo em cinco partidas, Rettke ajudou os EUA a ganhar o ouro na Liga das Nações. Então, em agosto, Rettke competiu com a equipe dos EUA no Torneio Intercontinental de Qualificação Olímpica de Voleibol Feminino da FIVB de 2019, no qual a equipe dos EUA se classificou para os Jogos Olímpicos de Verão de 2020.
Seguindo sua carreira em Wisconsin, ela se inscreveu para jogar vôlei profissional no time italiano A1, Vero Volley Milano, em 2022.